# Taça Elihu Root

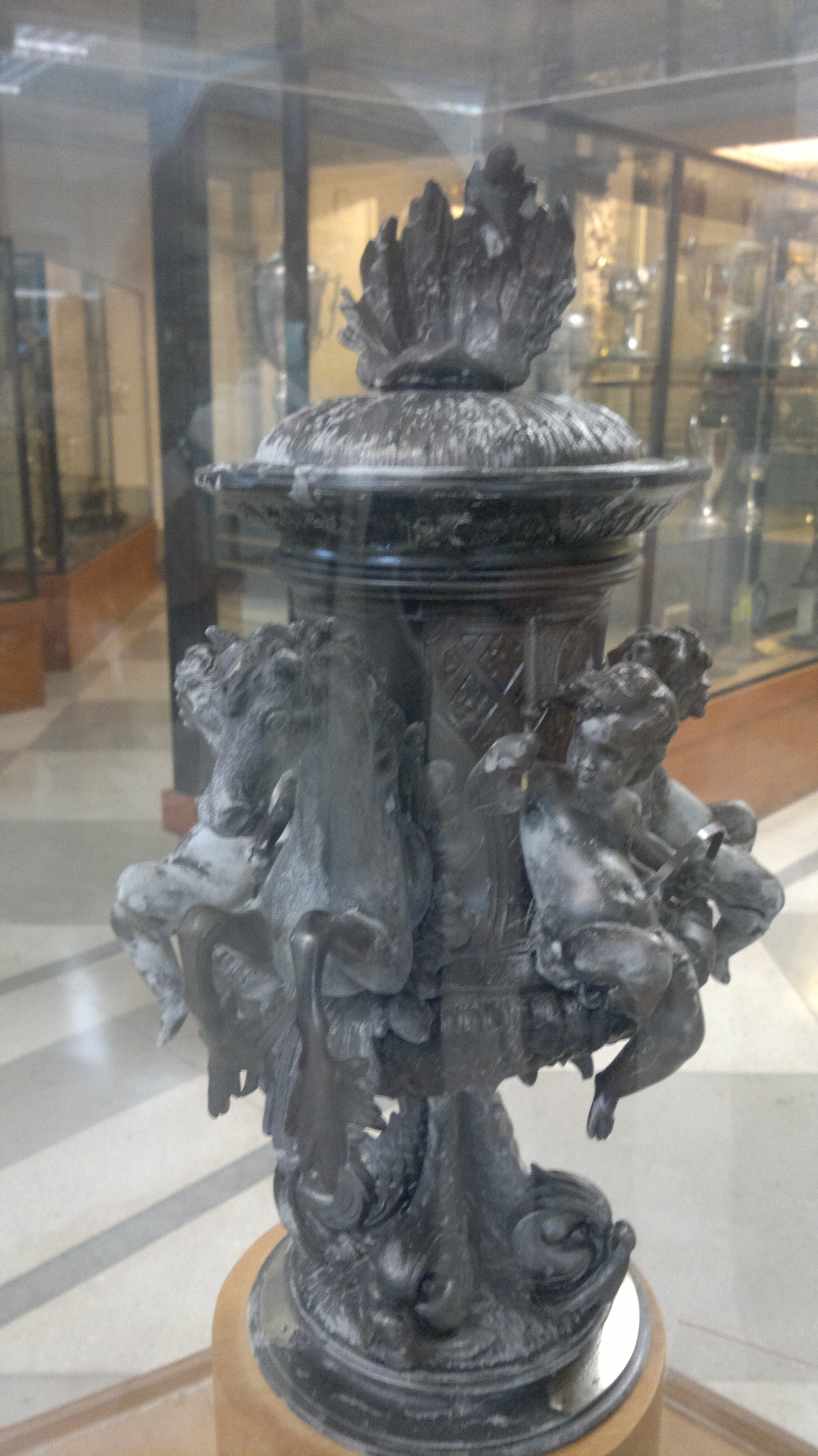

Em 1906, o Botafogo Football Club venceu a Taça Caxambu, o primeiro torneio de futebol oficial disputado no Rio de Janeiro, congregando as equipes de base de clubes de disputariam o Campeonato Carioca de Futebol de 1906 (este vencido pela equipe do Fluminense Football Club).
Contudo, antes que ambos os torneios fossem finalizados (Taça Caxambu e Campeonato Carioca), houve a disputa de uma taça entre duas equipes de estados diferentes: Rio de Janeiro, representado pelo Botafogo Football Club e São Paulo, cuja associação de futebol fora criada em 1901, representado por uma seleção de jogadores dos seus clubes.
A Taça foi disputada em partida única, realizada em 04/08/1906, com início às 16:23, no Velódromo de São Paulo (situava-se no bairro da Consolação e foi demolido em 1916), com público de aproximadamente 8 mil pessoas, com a presença do Secretário de Estado dos Estados Unidos da América, Sr. Elihu Root.
Com gols de Flávio Ramos e Gilbert Hime, o Botafogo venceu a partida por 2x1 e recebeu, das mãos do Secretário de Estado norte-americano, a sua primeira taça, que também foi a primeira taça recebida por um clube carioca e a primeira taça interestadual do Brasil.
Assim foram escaladas as duas equipes :
Botafogo: Álvaro Werneck, João Leal e Octávio Werneck; Macedo Soares, C. Calvert e C. Mutzenbecher; Norman Hime, Flávio Ramos, Ataliba Sampaio, Gilbert Hime e Armindo Motta.
Seleção Paulista: J. Miranda, Pinto e W. Jeffery; Stwart, Maneco e Pyles; A. Ruffim, Gonçalves (Vevé), B. Cerqueira, O. Andrade e H. Ruffim.
Obs: 1. C. Calvert e C. Mutzenbecher (ambos do Rio Cricket) e A. Motta (do Athletic) reforçaram o Botafogo; 2. Gonçalves saiu contundido no 1° tempo.
Árbitro: Raphael Sampaio (da A. A. Palmeiras)